# 科爾馬 (科羅斯堅區)
50°57′9″N 28°53′24″E / 50.95250°N 28.89000°E
科爾馬（烏克蘭語：Корма），是烏克蘭的村落，位於該國北部日托米爾州，由科羅斯堅區負責管轄，面積0.93平方公里，海拔高度176米，2001年人口126，人口密度每平方公里135.63人。